# Џо Машин
Џо Машин (Чатам, 6. април 1973) енглески је умјетник, пјесник и писац. Један је од оснивача умјетничке групе Стакизм. Његов рад је описан као „груб и аутобиографски”.

## Биографија
Рођен је 1973. као Џозеф Стоукс у Чатаму, Кент и потиче из ромске породице са острва Шепи. Када је имао шест година, учитељица му је забранила да нацрта лик Невероватног Хулка, па ју је убо шестаром. Двије године касније видио је Дајану Дорс како му маше са прозора хотела Риц на Пикадилију. Заљубио се у њу и она је постала икона у његовом каснијем стваралаштву.
Његов рани живот обиљежили су ситни злочини. Послије крађе отпадног материјала (1988) и провале у продавницу поврћа (1989) провео је неколико година у поправним установама у Рочестеру и Доверу. Неко вријеме примао је социјалну помоћ, а потом је водио породични бизнис у Лејсдауну, одгајао ротвајлере и био избацивач у ноћним клубовима јужног Довера. Иако никад није добио формално образовање почео је слика 1988. Своју креативност описао је као бијег од околине у којој се осјећао заробљеним: "Сликарство и писање су ми били далеко бољи од било које грешке које сам направио у крађи и тучи". Од 1998. године иде на психотерапију за рјешавање проблема са насиљем и сексуалних проблема. О овоме је рекао: "Насиље, крађа и агресивна манипулација у сексу — ове ствари су учињене зато што сам ја у ствари прилично уплашен мали јебач изнутра — то је нуспроизвод моје рањивости".
Један је од 13 оргиналних оснивача Стакизма, анти-концептуалне умјетничке групе, коју су 1999. суосновали Били Чајлдиш и Чарлс Томсон. Његова слика "Дајана Дорс са сјекиром" коришћена је на насловној страни прве књиге о овој групи као за промоцију The Real Turner Prize Shov у Шоредичу (дио Лондона), 2000.
Машин је много излагао са Стакистима, укључујући и њихову прву националну изложбу у Умјетничкој галерији Вокер за Бијенале у Ливерпулу 2004. Изложба, под називом Стакисти, панк викторијан (The Stuckists Punk Victorian), била је дефинитивна презентација дјела Стакиста, а Машин је био један од главних представљених умјетника. Говорећи о Машиновој слици Си шанти (морско пјевање - пјесме које су морнари пјевали приликом извођења радова) критичар Марк Лонсон је прокоментарисао: "Иако се супротстављају концептуалној умјетности, они се сигурно не залажу за конвенционално сликарство. Ово су веома смјеле и експлицитне слике, посебно слика са моје леве стране, на којој узима другог морнара с леђа - то је вероватно онолико колико далеко можемо да је опишемо. И то је слика, која је веома смјела, веома експлицитна и може да доведе до протеста и жалби".
У јануару 2005. учествовао је у протесту Стакиста на отварању изложбе Тријумф сликарства у галерији Сатчи у Лондону носећи транспарент са натписом Стакизам 1999 је Сатчи 2005. У децембру те године, био је дио стакистичког протеста против Тарнерове награде у Тејт Британи, којим су жељели скренути пажњу да је Тејт купио умјетнички опус Горња соба, Криса О’Филијера (члана управног одбора Тејта) и захтјевали су оставку директора Тејта сер Николаса Сероте.
Машин је био један од десет водећих умјетника Стакиста који су излагали на изложби "Го Вест" у лондонској галерији Спектрум у октобру 2006. Шест његових слика је продато прије отварање изложбе. Машин је за Стакисте рекао: "[Неке]слике нису баш тако чудесне... Али сви сликају и учествују у томе". Били Чајлдиш посједује његову слику жене која реже зглобове, коју описује као "прилично узнемирујућу".
Био је пјевач у "џанк" групи "Прљави бројеви". Објавио је шест књига поезије. Са Шарлот Гевин, која је такође излагала са Стакистима оженио се 2003.

## Умјетност
Његов рад је у великој мјери аутобиографски, често се ослања на животна искуства секса и насиља. Ради са ограниченим бројем боја, углавном пет,(за шта Машин тврди да је првобитно било због сиромаштва) и наводи свог деду, који је некада сликао, као велики утицај. Мотиви који се понављају су мршаве жене, морнари и крвопролиће. Приказивао је борбене псе(један мртав) и морнара са пререзаним грлом. Остале слике су Уте Лемпер и Дајана Дорс са сјекиром као и са митраљезом. Слика "Мој деда ће се борити против тебе" приказује мршавог старијег човека стиснутих песница и кошуље умрљане крвљу, насликан је на две старе дрвене даске које су спојене (веза се види као хоризонтална линија по средини). О овој слици Машин каже: "Мој деда је био ромски боксер, али се понекад борио голим рукама, што је његов рођени отац радио за живот. Волио сам свог деду, иако сам био свјестан да га се други плаше. Увијек се према мени опходио са великом љубављу. Оставио ме је између два свијета - љубави и насиља. То је дефинитивно била емотивна слика: осећао сам да ме гледа. На неки начин не би био баш срећан због тога, јер је био веома повучен човјек. Оно што проучавам више од свега је људска сијенка. Потреба да сликате нешто док не покажете што више од тога."

## Галерија
- Дајана Дорс са митраљезом
- Уте Лампер
- Посљедња цигарета моје мајке
- Морнар на мору секса
- Сексуални злочин - веријација 2
- Орални секс
- Две дјевојке
- Док посљедњи пас није објешен